# Marathyssa
Marathyssa is een geslacht van vlinders van de familie Euteliidae, uit de onderfamilie Euteliinae.

## Soorten
- M. albidisca (Hampson, 1905)
- M. albistigma Wileman & South, 1921
- M. angustipennis Schaus, 1906
- M. basalis Walker, 1865
- M. cistellatrix (Wallengren, 1860)
- M. cuneata (Saalmüller, 1891)
- M. harmonica Hampson, 1898
- M. inficita Walker, 1865
- M. ocularis Butler, 1875
- M. ochreiplaga Bethune-Baker, 1906
- M. procera Saalmüller, 1891
- M. umbratilis Köhler, 1968